# Jeseterovití
Jeseterovití (Acipenseridae) je čeleď velkých chrupavčitých ryb. Vyznačují se protáhlým rypcem a asymetrickou ocasní ploutví. Tělo těchto paprskoploutvých ryb je pokryto pěti řadami velkých kostěných štítků.  Žijí v mořích a řekách severní polokoule.
Čeleď jeseterovití je poměrně starobylá skupina ryb, jejich nejstarší zástupci se objevili již v období svrchní křídy (geologický věk kampán, asi před 80 miliony let). V této době již byli pravděpodobně značně diverzifikovaní.
Patří sem rody jeseter, vyza a lopatonos – Scaphirhynchus a Pseudoscaphirhynchus.

## Druhy
- rod jeseter (Acipenser) Linné, 1758
  - jeseter amurský (Acipenser schrenckii) J. F. Brandt, 1869
  - jeseter bílý (Acipenser transmontanus)  Richardson, 1836
  - jeseter čínský (Acipenser sinensis) J. E. Gray, 1835
  - jeseter hladký Acipenser nudiventris  Loveckij, 1828
  - jeseter hvězdnatý (Acipenser stellatus) Pallas, 1771
  - jeseter jadranský (Acipenser naccarii)  Bonaparte, 1836
  - jeseter jihočínský (Acipenser dabryanus)  Duméril, 1869
  - jeseter kolchický (Acipenser colchicus)  Marti, 1940
  - jeseter krátkorypý (Acipenser brevirostrum)  Lesueur, 1818
  - jeseter malý (Acipenser ruthenus) Linné, 1758
  - jeseter ostrorypý (Acipenser oxyrinchus)  Mitchill, 1815
    - Acipenser oxyrinchus desotoi  Vladykov, 1955
    - Acipenser oxyrinchus oxyrinchus  Mitchill, 1815

  - jeseter perský (Acipenser persicus)  Borodin, 1897
  - jeseter rudý (Acipenser fulvescens) Rafinesque
  - jeseter ruský (Acipenser gueldenstaedtii) J. F. Brandt & Ratzeburg, 1833
  - jeseter sachalinský (Acipenser medirostris)  Ayres, 1854
  - jeseter severní (Acipenser mikadoi)  Hilgendorf, 1892
  - jeseter sibiřský (Acipenser baerii) J. F. Brandt, 1869
    - Acipenser baerii baerii J. F. Brandt, 1869
    - Acipenser baerii baicalensis  Nikolskij, 1896

  - jeseter štítkatý (Acipenser multiscutatus)  Tanaka, 1908
  - jeseter velký (Acipenser sturio) Linné, 1758
- rod vyza (Huso) J. F. Brandt & Ratzeburg, 1833
  - vyza malá (Huso dauricus)  Georgi, 1775)
  - vyza velká (Huso huso) (Linné, 1758)
- rod lopatonos (Scaphirhynchus) Heckel, 1835 a (Pseudoscaphirhynchus)  Nikolskij, 1900
  - lopatonos velký (Scaphirhynchus albus)  Forbes & Richardson, 1905)
  - lopatonos americký (Scaphirhynchus platorynchus) (Rafinesque, 1820)
  - lopatonos alabamský (Scaphirhynchus suttkusi)  Williams & Clemmer, 1991
  - lopatonos Fedčenkův (Pseudoscaphirhynchus fedtschenkoi)  Kessler, 1872)
  - lopatonos Hermannův (Pseudoscaphirhynchus hermanni)  Kessler, 1877)
  - lopatonos Kaufmannův (Pseudoscaphirhynchus kaufmanni)  Kessler, 1877)